# Spas Natov
Spas Natov (in bulgaro Спас Натов?; Pazardžik, 5 febbraio 1968 – Varna, 26 maggio 2021) è stato un cestista bulgaro.

## Carriera
Con la Bulgaria ha disputato due edizioni dei Campionati europei (1991, 1993).